# 1968年の相撲
1968年の相撲（1968ねんのすもう）は、1968年の相撲関係のできごとについて述べる。

## 大相撲

### できごと
- 1月、粋非日系の外国出身力士として高見山大五郎が初の幕内力士となる。内閣総理大臣杯の授与が開始される。1月場所初日に明武谷（東前頭6枚目）が連続1000回出場記念の特別表彰を受ける。
- 2月、日本相撲協会の機構改革。取締制の廃止、公選は理事・監事のみとし、選挙権は評議員（年寄全員と力士は横綱・大関のうち4人以内、立行司2名以内）とする。選挙は理事（定員10）は無投票、監事（定員3）は立候補者4名となり選挙を実施、若松（元鯱ノ里一郎）が落選。時津風が指導普及部、武蔵川が指導部、審判部は春日野と宮城野の2部長。審判部長は弟子養成の年寄も認め、審判部は勝負裁定、取組編成、力士表彰を行う。
- 3月、花田が史上最年少18歳で十両昇進。横綱佐田の山晋松が引退、出羽海を襲名。義父の出羽海は武蔵川に戻る。
- 5月、5月場所から入場料30%値上げ。
- 6月、蔵前国技館相撲教習所で幕内、十両力士の立合い研修会。
- 9月、連続3場所全休後、9月場所に出場した大鵬は初日栃東に敗れたが優勝。大関豊山勝男が引退。
- 10月、明治百年記念慈善古式大相撲。大阪準本場所15日間、横綱大鵬優勝。
- 11月、花田満（後の貴ノ花利彰）が当時の最年少記録となる18歳8ヵ月で新入幕。11月場所で大鵬が史上初の幕内600勝を記録、
- 12月16日、理事長の時津風定次が死去。17日、理事長後任に武蔵川就任。25日、時津風の協会葬。29日、立田川（元横綱鏡里）が時津風襲名。

### 本場所
- 一月場所（蔵前国技館・14日～28日）
幕内最高優勝 : 佐田の山晋松（13勝2敗,6回目）
　殊勲賞-清國、敢闘賞-高見山
十両優勝 : 龍虎昇（13勝2敗）
- 三月場所（大阪府立体育館・10日～24日）
幕内最高優勝 : 若浪順（13勝2敗,初）
　殊勲賞-麒麟児、敢闘賞-龍虎、技能賞-若浪
十両優勝 : 栃富士勝健（11勝4敗）
- 五月場所（蔵前国技館・12日～26日）
幕内最高優勝 : 玉乃島正夫（13勝2敗,初）
　殊勲賞-栃東、敢闘賞-藤ノ川、技能賞-栃東
十両優勝 : 義ノ花成典 （13勝2敗）
- 七月場所（愛知県体育館・7日～21日）
　殊勲賞-若二瀬、敢闘賞-陸奥嵐、技能賞-陸奥嵐
幕内最高優勝 : 琴櫻傑將（13勝2敗,初）
十両優勝 : 若見山幸司（14勝1敗）
- 九月場所（蔵前国技館・15日～29日）
幕内最高優勝 : 大鵬幸喜(14勝1敗,27回目）
　殊勲賞-栃東、敢闘賞-高見山、技能賞-栃東
十両優勝 : 花田満（11勝4敗）
- 十一月場所（福岡スポーツセンター・10日～24日）
幕内最高優勝 :大鵬幸喜（15戦全勝,28回目）
　敢闘賞-大竜川、技能賞-二子岳
十両優勝 : 魁罡功（12勝3敗）
- 年間最優秀力士賞（年間最多勝):玉乃島正夫(69勝21敗)

## 誕生
- 1月24日 - 床幸（一等床山、所属：大島部屋→友綱部屋→大島部屋）
- 2月17日 - 舞の海秀平（最高位：小結、所属：出羽海部屋）[1]
- 5月15日 - 琴ノ若晴將（最高位：関脇、所属：佐渡ヶ嶽部屋、年寄：佐渡ヶ嶽）[2]
- 5月26日 - 隆濤剛（最高位：十両8枚目、所属：玉ノ井部屋）
- 6月1日 - 星安出寿保世（最高位：十両2枚目、所属：陸奥部屋）
- 6月8日 - 琴錦功宗（最高位：関脇、所属：佐渡ヶ嶽部屋、年寄：朝日山）[3]
- 6月22日 - 幸吉（幕内呼出、所属：大鳴戸部屋→桐山部屋→友綱部屋→大島部屋）
- 8月6日 - 木村元基（幕内格行司、所属：湊部屋）
- 8月10日 - 照喜（幕内呼出、所属：安治川部屋→伊勢ヶ濱部屋）
- 8月19日 - 芳昇幸司（最高位：十両4枚目、所属：熊ヶ谷部屋）
- 8月23日 - 大至伸行（最高位：前頭3枚目、所属：押尾川部屋）[4]
- 9月10日 - 旭豊勝照（最高位：小結、所属：大島部屋、年寄：立浪）[5]
- 9月18日 - 旭豪山和泰（最高位：前頭9枚目、所属：大島部屋）[6]
- 10月23日 - 若闘将敏男（最高位：十両9枚目、所属：間垣部屋）
- 11月15日 - 12代式守勘太夫（幕内格行司、所属：伊勢ヶ濱部屋→高島部屋→春日山部屋→追手風部屋→中川部屋→宮城野部屋→朝日山部屋）[7]
- 11月25日 - 安芸の嶺良信（最高位：十両11枚目、所属：三保ヶ関部屋）
- 12月13日 - 玄海桃太郎（最高位：十両12枚目、所属：朝日山部屋）
- 12月30日 - 剣岳寛（最高位：十両11枚目、所属：宮城野部屋）

## 死去
- 8月25日 - 白龍山慶祐（最高位：前頭12枚目、所属：伊勢ヶ濱部屋→荒磯部屋、* 1926年【大正15年】）[8]
- 11月21日 - 時津山仁一（最高位：関脇、所属：立浪部屋、年寄：押尾川、* 1925年【大正14年】）[9]
- 12月16日 - 双葉山定次（第35代横綱、所属：立浪部屋→双葉山道場、年寄：時津風、第3代日本相撲協会理事長、* 1912年【明治45年】）[10]